# 多佛白崖
多佛白崖（英語：White Cliffs of Dover）是形成英格蘭眾多海岸線懸崖的一部分，相鄰着多佛海峽，與法國加萊隔海相望。多佛白崖也是北部丘陵的組成部分。崖面最高點到達350英尺（110），
它有着引人注目的外觀，並自東向西蔓延13（8.1英里）。是具有象征性的自然地标。

## 概要

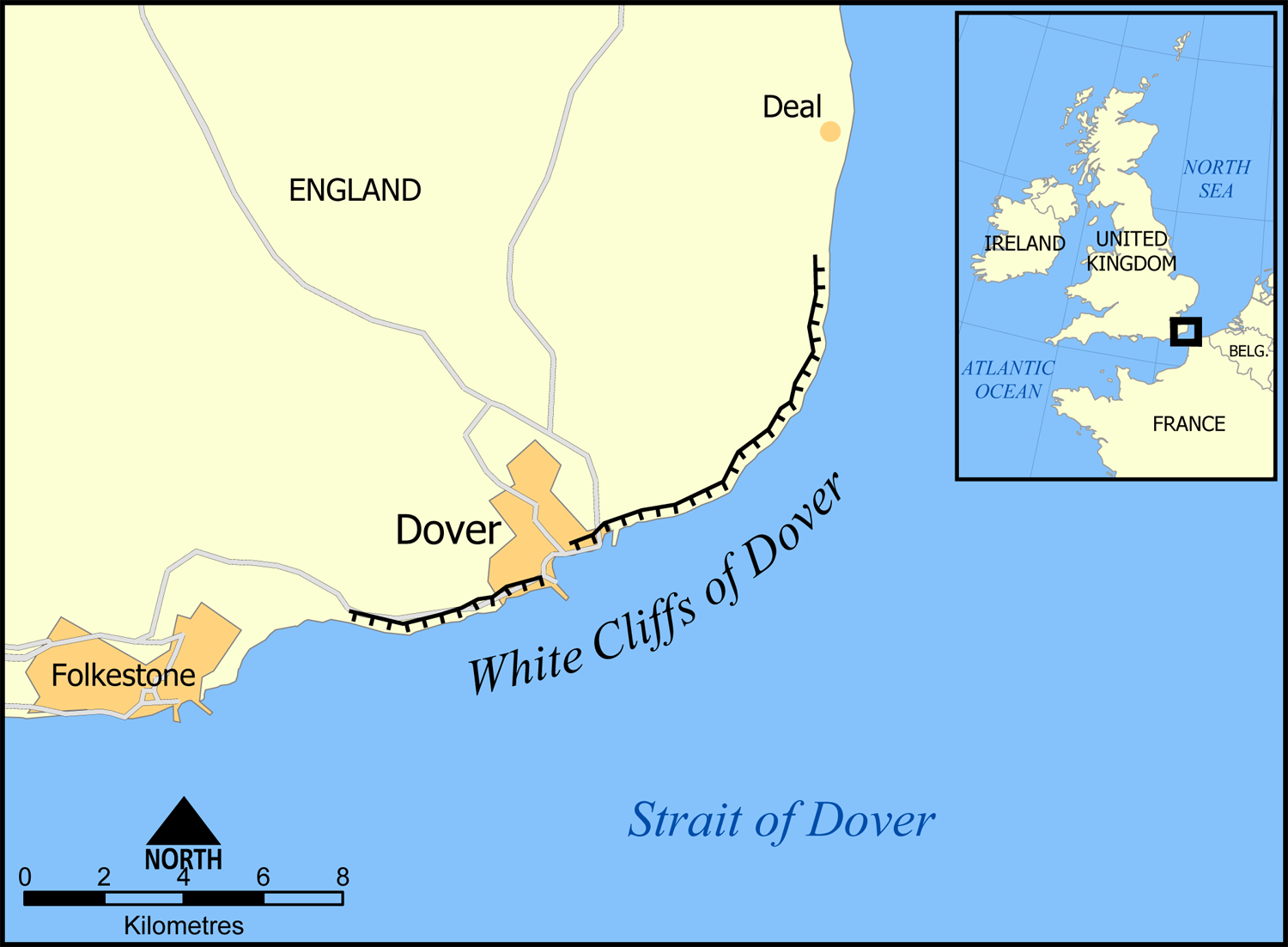
多佛白崖的范围

多佛白崖位于肯特郡，崖面约从51°06′N 1°14′E / 51.100°N 1.233°E延申至51°12′N 1°24′E / 51.200°N 1.400°E，覆盖了大不列颠岛距离欧洲大陆最近的地点南福兰，在此处横跨多佛海峡的距离只有32（20英里）。
多佛白崖由白堊岩以及黑色燧石條紋所組成。多佛白崖与法国诺曼底阿拉巴斯特海岸的白垩崖原本属同一地层。晴朗时，白色崖面从法国沿岸隔海相望。大不列颠岛在古代的旧称是阿尔比恩（Albion），源于拉丁语里的albus（白色），而多佛白崖可能就是这个称呼的由来。。
悬崖范围包括肯特丘陵的沿岸边境，被列为杰出自然风景区。1999年，国民信托在此地建立了一座访客中心。

## 外部連結
- 多佛懸崖博物館資訊（页面存档备份，存于）

51°08′N 1°22′E / 51.14°N 1.37°E